# Royalty (album)
Pour l’article homonyme, voir Royalty.
Albums par Chris Brown
Fan of a Fan: The Album
(2015)
Singles
1. Liquor
Sortie : 26 juin 2015
2. Zero
Sortie : 18 septembre 2015
3. Back to sleep
Sortie : 9 novembre 2015
4. Fine by Me
Sortie : 27 novembre 2015

Royalty est un album de Chris Brown, sorti le 18 décembre 2015.

## Liste des titres
1. Back to Sleep
2. Fine by Me
3. Wrist (avec Solo Lucci)
4. Make Love
5. Liquor
6. Zero
7. Anyway (avec Tayla Parx)
8. Picture Me Rollin'
9. Who's Gonna (Nobody)
10. Discover
11. Little Bit
12. Proof
13. No Filter
14. Little More (Royalty)
15. Day One
16. Blow In The Wind
17. KAE
18. U Did It (avec Future)

## Classements hebdomadaires
| Classement (2015-16)                            | Meilleure position |
| ----------------------------------------------- | ------------------ |
| Allemagne (Media Control AG)                    | 37                 |
| Australie (ARIA)                                | 14                 |
| Autriche (Ö3 Austria Top 40)                    | 54                 |
| Belgique (Flandre Ultratop)                     | 48                 |
| Belgique (Wallonie Ultratop)                    | 85                 |
| Canada (Canadian Albums Chart)                  | 17                 |
| Danemark (Tracklisten)                          | 26                 |
| Espagne (Promusicae)                            | 57                 |
| États-Unis (Billboard 200)                      | 3                  |
| États-Unis (Top R&B/Hip-Hop Albums) [Billboard] | 1                  |
| France (SNEP)                                   | 81                 |
| Norvège (VG-lista)                              | 39                 |
| Nouvelle-Zélande (RIANZ)                        | 16                 |
| Pays-Bas (Mega Album Top 100)                   | 21                 |
| Royaume-Uni (UK Albums Chart)                   | 23                 |
| Royaume-Uni (R&B Albums)                        | 1                  |
| Suède (Sverigetopplistan)                       | 46                 |
| Suisse (Schweizer Hitparade)                    | 15                 |

## Certifications
| Pays              | Certification | Unités certifiées |
| ----------------- | ------------- | ----------------- |
| Australie (ARIA)  | Or            | 35 000            |
| États-Unis (RIAA) | Platine       | 1 000 000         |
| Royaume-Uni (BPI) | Or            | 100 000           |